# Andriy Hovorov
 Andriy Hovorov ou Andriï Hovorov (ukrainien : Андрій Говоров), né le 10 avril 1992 à Dnipropetrovsk, est un nageur ukrainien, qui a remporté plusieurs médailles internationales juniors et seniors dans sa carrière. Il est l'actuel détenteur du record du monde du 50 m papillon en grand bassin.

## Biographie
Après plusieurs médailles en tant que junior, il remporte une médaille d'argent au 50 mètres papillon et une médaille de bronze au 50 m libre au cours des Championnats d'Europe en petit bassin de natation 2010,.
Aux championnats du monde en petit bassin 2010 à Dubaï, il obtient la médaille d'argent du 50 m papillon.
Le 1er juillet 2018 lors du Trophée des Sept Collines à Rome, il bat le record du 50 m papillon en grand bassin en 22 s 27, précédemment détenu par l'espagnol Rafael Munoz en 22 s 43.
Le 11 septembre 2020, il annonce sa participation à l'International Swimming League au sein de l'équipe des Toronto Titans.

## Palmarès

### Championnats du monde
| Médaille | Compétition                       | Épreuve       | Temps   | Lieu         | Date        |
| Argent   | Ch. du monde en petit bassin 2010 | 50 m papillon | 22 s 43 | Dubaï (EAU)  | 19 déc 2010 |
| Bronze   | Ch. du monde en petit bassin 2014 | 50 m papillon | 22 s 49 | Doha (Qatar) | 6 déc 2014  |

### Championnats d'Europe

#### En grand bassin
| Médaille | Compétition                | Épreuve         | Temps   | Lieu                  | Date        |
| Bronze   | Championnats d'Europe 2012 | 50 m nage libre | 22 s 18 | Debrecen (Hongrie)    | 27 mai 2012 |
| Bronze   | Championnats d'Europe 2014 | 50 m papillon   | 23 s 21 | Berlin (Allemagne)    |             |
| Or       | Championnats d'Europe 2016 | 50 m papillon   | 22 s 92 | Londres (Royaume-Uni) | mai 2016    |
| Argent   | Championnats d'Europe 2016 | 50 m nage libre | 21 s 79 | Londres (Royaume-Uni) | 22 mai 2016 |

#### En petit bassin
| Médaille | Compétition                | Épreuve            | Temps   | Lieu                 | Date          |
| Argent   | Championnats d'Europe 2010 | 50 m papillon      | 22 s 74 | Eindhoven (Pays-Bas) | 25 nov 2010   |
| Bronze   | Championnats d'Europe 2010 | 50 m nage libre    | 21 s 32 | Eindhoven (Pays-Bas) | 25 nov 2010   |
| Or       | Championnats d'Europe 2011 | 50 m nage papillon | 22 s 70 | Szczecin (Pologne)   | décembre 2011 |
| Or       | Championnats d'Europe 2015 | 50 m papillon      | 22 s 36 | Netanya (Israël)     | 5 déc 2015    |

## Meilleurs temps personnels
Les meilleurs temps personnels établis par Andriy Govorov dans les différentes disciplines sont détaillés ci-après.
| Épreuve          | Temps        | Compétition                    | Lieu         | Date            |
| 50 m libre       | 21 s 79      | Championnats d'Europe          | Londres      | 22 mai 2016     |
| 100 m libre      | 50 s 04      | Championnats du monde          | Rome         | 26 juin 2011    |
| 200 m libre      | 2 min 5 s 34 | Championnats d'Ukraine juniors | Ordjonikidze | 14 juin 2006    |
| 50 m dos         | 29 s 80      | Championnats de l'Ukraine      | Eupatoria    | 25 juin 2010    |
| 50 m papillon    | 22 s 73      | Championnats d'Europe          | Londres      | 16 mai 2016     |
| 100 m papillon   | 54 s 62      | 13e Luxembourg Euro Meet       | Luxembourg   | 30 janvier 2011 |
| 100 m libre Laps | 49 s 39      | Championnats du monde          | Rome         | 2 août 2009     |

| Épreuve       | Temps         | Compétition                        | Lieu      | Date             |
| 50 m libre    | 21 s 32       | Championnats d'Europe              | Eindhoven | 25 novembre 2010 |
| 100 m libre   | 47 s 58       | FINA: World Cup No 4 - 2009 Series | Berlin    | 14 novembre 2009 |
| 200 m libre   | 1 min 56 s 81 | Championnats d'Ukraine             | Zaporijia | 23 novembre 2008 |
| 50 m papillon | 22 s 43       | Championnats du monde              | Dubaï     | 18 décembre 2010 |